# Frank Ellis
Frank Ellis (26 febbraio 1897 – Los Angeles, 23 febbraio 1969) è stato un attore statunitense.

## Biografia
È apparso in più di 480 film tra il 1917 e il 1954. È nato in Oklahoma ed è morto a Los Angeles, in California.
È apparso due volte in ruoli non accreditati nella serie TV western di James Arness Gunsmoke.

## Filmografia parziale
- Across the Rio Grande, regia di  Oliver Drake (1949)
- Son of the Renegade, regia di Reg Browne (1949)
- Montana Incident regia di Lewis D. Collins (1952)